# Brabant (Belgia)
Provincia Brabant sau Brabantul a fost una dintre cele nouă provincii ale Belgiei până la divizarea sa, la 1 ianuarie 1995. Reședința sa era la Bruxelles.
În cadrul celei de-a patra reforme a statului belgian, provincia a fost împărțită în trei noi entități de-a lungul frontierei lingvistice (stabilită la 8 noiembrie 1962): la nord, provincia Brabantul flamand, majoritar neerlandofonă; la sud, provincia Brabantul valon, majoritar francofonă; iar Regiunea Capitalei Bruxelles a devenit extraprovincială. De atunci, Belgia cuprinde zece provincii, și nu nouă ca anterior.

## Caracteristici

### Geografie
Provincia Brabant era situată pe platoul brabanson, în centrul Belgiei, în jurul orașului Bruxelles.

### Provincii limitrofe
|                          | Provincia Anvers |                   |
| Provincia Flandra de Est |                  | Provincia Limburg |
| Provincia Hainaut        | Provincia Namur  | Provincia Liège   |

Singurele două provincii cu care nu se învecina erau provincia Flandra Occidentală și provincia Luxemburg. De asemenea, era singura provincie din Regat care nu avea contact cu nicio frontieră a Belgiei, fiind complet înconjurată de alte provincii.
Se întindea pe o suprafață de 3.357,38 km² și era, din acest motiv, a 5-a dintre cele nouă provincii belgiene ca suprafață, situându-se înaintea provinciei Flandra Occidentală și după provincia Namur.

### Diviziuni administrative
Înainte de divizarea sa, la 1 ianuarie 1995, provincia Brabant era împărțită în următoarele unități administrative:
- Patru arondismente administrative, începând din 1971, când arondismentul Bruxelles-Periferie a fuzionat cu arondismentul Hal-Vilvorde (ambele rezultate în 1963 din divizarea în trei a fostului arondisment administrativ Bruxelles):
  - Arondismentul administrativ Bruxelles-Capitală
  - Arondismentul administrativ Hal-Vilvorde
  - Arondismentul administrativ Louvain
  - Arondismentul administrativ Nivelles
- Trei arondismente electorale:
  - Arondismentul electoral Bruxelles-Hal-Vilvorde
  - Arondismentul electoral Louvain
  - Arondismentul electoral Nivelles
- Trei arondismente judiciare:
  - Arondismentul judiciar Bruxelles
  - Arondismentul judiciar Louvain
  - Arondismentul judiciar Nivelles
- 111 comune și orașe, în urma fuziunii comunelor belgiene din 1977.

La 2 august 1963, odată cu trasarea frontierei lingvistice, arondismentul administrativ Bruxelles a fost desființat și înlocuit cu arondismentele Hal-Vilvorde, Bruxelles-Periferie și Bruxelles-Capitală.
În 1971, arondismentele Hal-Vilvorde și Bruxelles-Periferie au fuzionat pentru a forma actualul arondisment administrativ Hal-Vilvorde.
La 12 ianuarie 1989, Regiunea Capitalei Bruxelles a fost oficial creată.

## Istorie

### Origini

Hartă a Regatului Unit al Țărilor de Jos, care a creat provincia Brabantul de Sud la 24 august 1815, în locul fostului departament francez Dyle, redenumită ulterior „provincia Brabant” după revoluția belgiană din 1830.

În Evul Mediu, ducatul Brabant a fost inițial un stat feudal rezultat din dezmembrarea Lotharingiei Inferioare în anul 1106 și a fost integrat în Sfântul Imperiu Roman. A fost divizat de facto în 1581 prin Actul de la Haga și de jure în 1648 prin Tratatul de la Münster: nordul a devenit una dintre entitățile Provinciilor Unite, iar sudul a rămas parte a Sfântului Imperiu până în 1794, când a avut loc a doua anexare franceză a teritoriilor belgiene.
După eșecul primei încercări de anexare în 1792, Franța revoluționară a anexat oficial Țările de Jos austriece la 1 octombrie 1795. Fostul ducat a fost atunci împărțit în două departamente ale Primei Republici Franceze:
- Departamentul Dyle (numele provenind de la râul omonim), cu centrul în jurul orașului Bruxelles;
- Departamentul Deux-Nèthes, cu centrul în jurul Anversului (numele derivat din râurile Grande Nèthe și Petite Nèthe).

Totuși, după înfrângerea lui Napoleon I în bătălia de la Waterloo, la 18 iunie 1815, Primul Imperiu a fost dezmembrat, iar Congresul de la Viena a creat în același an un nou stat: Regatul Unit al Țărilor de Jos. Acesta cuprindea 17 provincii: cele nouă provincii ale fostei Principate suverane a Țărilor de Jos Unite și alte opt, create prin legea fundamentală din 24 august 1815, printre care și cele două foste departamente franceze, transformate astfel:
- Provincia Brabantul de Sud, fostul departament Dyle, în opoziție cu Provincia Brabantul de Nord, partea nordică a fostului ducat;
- Provincia Anvers, fostul departament Deux-Nèthes, care există și astăzi ca atare.

Un decret regal din 1819, aplicat din 1823, a impus neerlandeza ca limbă oficială în întreaga provincie (ca și în celelalte provincii flamande), cu excepția orașului Nivelles. Această reformă a generat o opoziție puternică, iar regele Țărilor de Jos, Willem I, a restabilit libertatea lingvistică la 4 iunie 1830.

### Crearea
80% francofoni
     50–80% francofoni
     20–50% francofoni
     5–20% francofoni

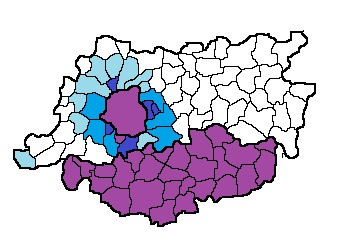
Proporția francofonilor în fosta provincie Brabant:
80% francofoni
50–80% francofoni
20–50% francofoni
5–20% francofoni

În urma revoluției belgiene, Belgia își proclamă independența față de Regatul Unit al Țărilor de Jos la 4 octombrie 1830 și își împarte teritoriul în nouă provincii. Provincia Brabant este atunci creată, păstrând conturul fostei provincii Brabantul de Sud (care fusese, la rândul ei, departamentul francez Dyle). Reședința sa este orașul Bruxelles.

### Reformele constituționale din secolul al XX-lea
La 8 noiembrie 1962 are loc trasarea frontierei lingvistice, care separă regiunea de limbă neerlandeză de cea de limbă franceză, ca urmare a tensiunilor comunitare tot mai accentuate din țară. La acea vreme, Brabant era singura provincie traversată de această frontieră, după transferul orașelor Mouscron și Comines-Warneton din provincia Flandra Occidentală către provincia Hainaut și al localităților Voeren din provincia Liège către provincia Limburg. Tot atunci, cantonul Landen a fost, de asemenea, transferat din provincia Liège în provincia Brabant.
La 2 august 1963, nouăsprezece comune din jurul orașului Bruxelles primesc statutul de „bilingve” (franceză / neerlandeză).
La 24 decembrie 1970, prima reformă a statului belgian împarte Regatul în mai multe entități federate:
- trei Comunități (articolul 2 din Constituția belgiană)
- trei Regiuni administrative (articolul 3 din Constituția belgiană)
- patru regiuni lingvistice (articolul 4 din Constituția belgiană)

Provincia Brabant se regăsea atunci la intersecția mai multor dintre aceste noi entități, dar a continuat să existe temporar, în timp ce acestea se organizau — proces care a durat mai multe decenii. De exemplu, a fost nevoie de nouăsprezece ani pentru ca Regiunea Bruxelles-Capitală să devină oficial operațională, la 12 ianuarie 1989.

### Sciziunea

Provincia Brabant devenise tot mai greu de administrat, deoarece se întindea peste numeroase entități federate diferite, iar reședința sa, Bruxelles, nu se mai afla pe teritoriul ei începând cu 12 ianuarie 1989, odată cu crearea Regiunii Capitalei Bruxelles.

Între 1993 și 1994, primul guvern condus de Jean-Luc Dehaene a lansat cea de-a patra reformă a statului belgian, care a stabilit, printre altele, că provinciile vor depinde de acum înainte de regiunile administrative, și nu de autoritatea federală. Astfel, provincia Brabant devenise practic imposibil de gestionat, deoarece se întindea atunci peste:
- trei regiuni administrative:
  - Regiunea Capitalei Bruxelles
  - Regiunea flamandă
  - Regiunea valonă
- trei regiuni lingvistice:
  - Regiunea de limbă franceză
  - Regiunea de limbă neerlandeză
  - Regiunea bilingvă Bruxelles-Capitală, care includea reședința provinciei, Bruxelles
- două comunități:
  - Comunitatea franceză
  - Comunitatea flamandă

Prin urmare, alineatul 1 al articolului 5 din Constituția belgiană a fost modificat în cadrul revizuirii din 17 februarie 1993, ceea ce a dus la scindarea provinciei Brabant în două noi provincii, separate de frontiera lingvistică:
- La nord, provincia Brabantul Flamand, corespunzătoare teritoriului arondismentelor administrative Louvain și Hal-Vilvorde, cu reședința în orașul Leuven
- La sud, provincia Brabantul Valon, corespunzătoare teritoriului arondismentului administrativ Nivelles, cu reședința în orașul Wavre
- În plus, cele nouăsprezece comune care compun aglomerația bruxelleză au fost de atunci extraprovincializate[5]; Regiunea Bruxelles-Capitală nu mai aparține niciunei provincii, dar a păstrat totuși unele funcții cu caracter provincial, precum un guvernator și un viceguvernator.

Legea a intrat oficial în vigoare la 1 ianuarie 1995, marcând astfel crearea celor două noi subdiviziuni și trecerea de la nouă la zece provincii în Belgia.

## Entitățile rezultate din scindarea Provinciei Brabant

Scindarea provinciei Brabant la 1 ianuarie 1995 a dus la constituirea celor zece provincii actuale ale Belgiei.

### Provincia Brabantul Flamand
Brabantul Flamand este o provincie oficial neerlandofonă care cuprinde 65 de comune:
- 35 în arondismentul administrativ Hal-Vilvorde
- 30 în arondismentul administrativ Louvain

Această provincie face parte din Regiunea flamandă, iar reședința sa este orașul Leuven. Are o suprafață de 2.106 km², adică aproximativ 63% din fostul teritoriu al provinciei Brabant, care măsura 3.357,38 km².
Conform cotidianului La Libre Belgique, în anul 2012, 15,7% din populație era francofonă (cel mai ridicat procent din Regiunea flamandă), adică aproximativ 172.000 de locuitori francofoni.
Deși provincia este oficial unilingvă (neerlandeză), ea oferă facilități lingvistice pentru francofoni în șase comune cu facilități din periferia Bruxelles-ului:
- Kraainem
- Drogenbos
- Linkebeek
- Sint-Genesius-Rode
- Wemmel
- Wezembeek-Oppem

Se adaugă și comuna Bever, aflată la limita cu Regiunea valonă, care oferă de asemenea facilități lingvistice pentru francofoni.

### Provincia Brabantul Valon
Brabantul Valon reunește 27 de comune unilingve francofone din arondismentul Nivelles, fără niciun regim de facilități pentru neerlandofoni. Această provincie aparține Regiunii valone, iar reședința sa este orașul Wavre.
Suprafața sa este de 1.090 km², adică aproximativ 32% din fostul teritoriu al provinciei Brabant.

### Regiuniunea Capitalei Bruxelles
Regiunea Capitalei Bruxelles, creată în 1989, a devenit extraprovincială în 1995. Ea este compusă din 19 comune, toate oficial bilingve (franceză/neerlandeză), dar cu o majoritate francofonă conform realității lingvistice actuale.
Această regiune nu aparține niciunei provincii, dar a păstrat unele atribute provinciale, precum existența unui guvernator și a unui viceguvernator.

## Demografie
Provincia Brabant era cea mai populată provincie a Belgiei în anul 1994, cu 2.283.000 de locuitori, cu mult înaintea provinciei Anvers, care avea, în aceeași perioadă, 1.656.000 de locuitori (aceasta din urmă a devenit ulterior cea mai populată provincie a țării).
Graficul următor prezintă evoluția populației provinciei Brabant de-a lungul anilor, exprimată în mii de locuitori:

## Omagii
- Cvadriga de bronz care încununează Arcadele Jubileului din Bruxelles îl reprezintă pe „Brabantul ridicând drapelul național”. Celelalte opt provincii ale vremii sunt reprezentate șezând la baza pilonilor. Ca și sculpturile din jurul său, opera îi aparține lui Thomas Vinçotte⁠(d) și Jules Lagae⁠(d).
- Între 1897–1899, în timpul expediției Belgica, una dintre insulele observate în timpul călătoriei a fost numită Insula Brabant, în onoarea acestei provincii.
- O altă credință populară susține că cele nouă sfere ale Atomiumului reprezintă cele nouă provincii ale Belgiei, care erau cele mai mari diviziuni administrative ale Regatului la momentul construcției (când entitățile federale – Comunități, Regiuni administrative și regiuni lingvistice – nu existau încă). Totuși, este vorba doar de o simplă coincidență[7], deoarece structura avea inițial o dimensiune strict științifică, reprezentând celula convențională a cristalului de fier mărită de 165 de miliarde de ori. De altfel, odată cu scindarea provinciei Brabant, Belgia numără acum zece provincii.
- Titlul de duce sau ducesă de Brabant a fost instituit prin decretul regal din 16 decembrie 1840 și este acordat fiului sau fiicei mai mari a regelui belgienilor, moștenitor sau moștenitoare al/a tronului Belgiei. Acest titlu își are originea în Ducatul Brabant, și nu în provincia cu același nume, deși și aceasta din urmă își are rădăcinile în fostul ducat.